# Destroyer (videogioco 1986)
Destroyer è un videogioco di simulazione di nave da guerra pubblicato nel 1986 per Commodore 64, Apple II, Apple IIGS e IBM compatibile dalla Epyx.
Nel 1988 ne uscì anche una conversione per Amiga, giudicata però molto simile a quella per Commodore 64 e non all'altezza delle potenzialità del computer di nuova generazione.
Il giocatore controlla un cacciatorpediniere (in inglese destroyer) della Classe Fletcher in un'ambientazione tipica della seconda guerra mondiale, ma non ci sono espliciti riferimenti a eventi storici.

## Modalità di gioco
Si possono affrontare vari tipi di missioni autoconclusive, ciascuna a tre possibili livelli di difficoltà. Il nemico, a seconda della missione, può disporre di navi, aerei, sottomarini e postazioni di artiglieria sulle isole. La nave del giocatore è sempre sola, tranne nella missione in cui deve scortare alcune navi da carico inermi.
Il giocatore controlla vari aspetti della navigazione e del combattimento, incluso il puntamento manuale delle armi, attraverso 13 postazioni con schermate differenti. Per passare da una postazione all'altra si digita un codice di due lettere ed è necessario ogni volta un breve tempo di caricamento da disco. Qualunque postazione si stia controllando, il gioco continua in tempo reale e gli eventi importanti vengono segnalati in una barra dei messaggi. 
Le postazioni sono:
- Navigazione - una mappa a grande scala dove è possibile definire i punti di rotta per la navigazione automatica.
- Ponte di comando - permette di attivare vari comportamenti automatici della nave; include il timone (controllo direzione e velocità, manuale o automatico).
- Ponte di osservazione - permette di osservare i dintorni a 360°. Include il timone.
- Radar - individua navi, aerei e isole a grande distanza. Include il timone.
- Sonar - individua sottomarini e isole a grande distanza. Include il timone.
- Cannoni di prua o di poppa - per colpire navi e isole; è disponibile un radar per il puntamento.
- Cannoni antiaereo di sinistra o di dritta - per colpire gli aerei utilizzando un mirino. Si può sparare a ripetizione, ma i cannoni si possono surriscaldare.
- Siluri di sinistra o di dritta - per colpire le navi utilizzando un mirino. Si hanno 5 siluri per postazione, non ricaricabili.
- Bombe di profondità - per colpire i sottomarini; sono disponibili 4 lanciatori, tutti a poppa, e si può selezionare solo la profondità di detonazione.
- Controllo danni - ogni colpo nemico danneggia una o più funzionalità della nave, rendendo le relative postazioni totalmente o parzialmente inservibili; con 10 o più danni contemporaneamente presenti si è sconfitti. I danni vengono automaticamente riparati da 4 squadre di meccanici che hanno velocità di riparazione diverse. Qui è possibile avere il quadro generale e scegliere a quali danni dare la priorità.